# Estado doblete
En física cuántica, un estado doblete es el estado cuántico de un sistema con un espín de 1/2, de tal forma que hay dos posibles valores permitidos para la componente de movimiento angular intrínseco -1/2 y +1/2. Los sistemas cuánticos con dos posibles estados son también llamados a veces sistemas biestables. Esencialmente todos los casos de estados dobletes en la naturaleza se derivan de la simetría rotacional; un espin de 1/2 se encuentra asociado con la representación fundamental del grupo de Lie SU(2), el grupo que define la simetría rotacional en espacios de tres dimensiones.

## Historia
El término doblete data del siglo XIX, cuando se observó por primera vez que ciertas líneas espectrales producidas por un gas ionizado al ser excitado podían ser separadas en otras dos bajo la influencia de un campo magnético de gran magnitud, propiedad conocida como efecto Zeeman. Tales líneas espectrales fueron constatadas no solo en el laboratorio, sino también en observaciones espectroscópicas astronómicas, permitiendo a los astrónomos primero deducir la existencia, y luego medir, los poderosos campos magnéticos que rodean al sol, estrellas y galaxias. Mientras que por otro lado, fue la observación de dobletes en espectroscopia lo que permitió a los físicos deducir que los electrones poseían espín, y más tarde determinar que la magnitud de este espín era 1/2.

## Aplicaciones
Los dobletes continúan desempeñando un importante papel en física y en otras ciencias. Por ejemplo, en la tecnología de producción de imágenes por resonancia magnética nuclear. En esta técnica, se aprovecha la existencia de núcleos atómicos que poseen espines iguales a 1/2, estos núcleos pueden ser separados en dos estados (poblaciones) cuánticos diferentes por medio de un potente campo magnético. La energía de separación entre el estado de +1/2 y -1/2 de estos núcleos se encuentra dentro del rango de energías de las radiofrecuencias; por lo que aplicando tanto un potente campo magnético como una radiofrecuencia cuidadosamente sintonizada, los núcleos comienzan a absorber energía y a pasar de una población a otra modificando su número de espín, luego, al reemitir radiación electromagnética por un proceso conocido como ciclo de Rabí, se aprovecha la potencia y frecuencia de las ondas de radio emitidas para medir la cantidad de esos núcleos que existen por unidad de volumen. Permitiendo por lo tanto medir y graficar la densidad de diferentes tejidos.